# Badia Fiorentina

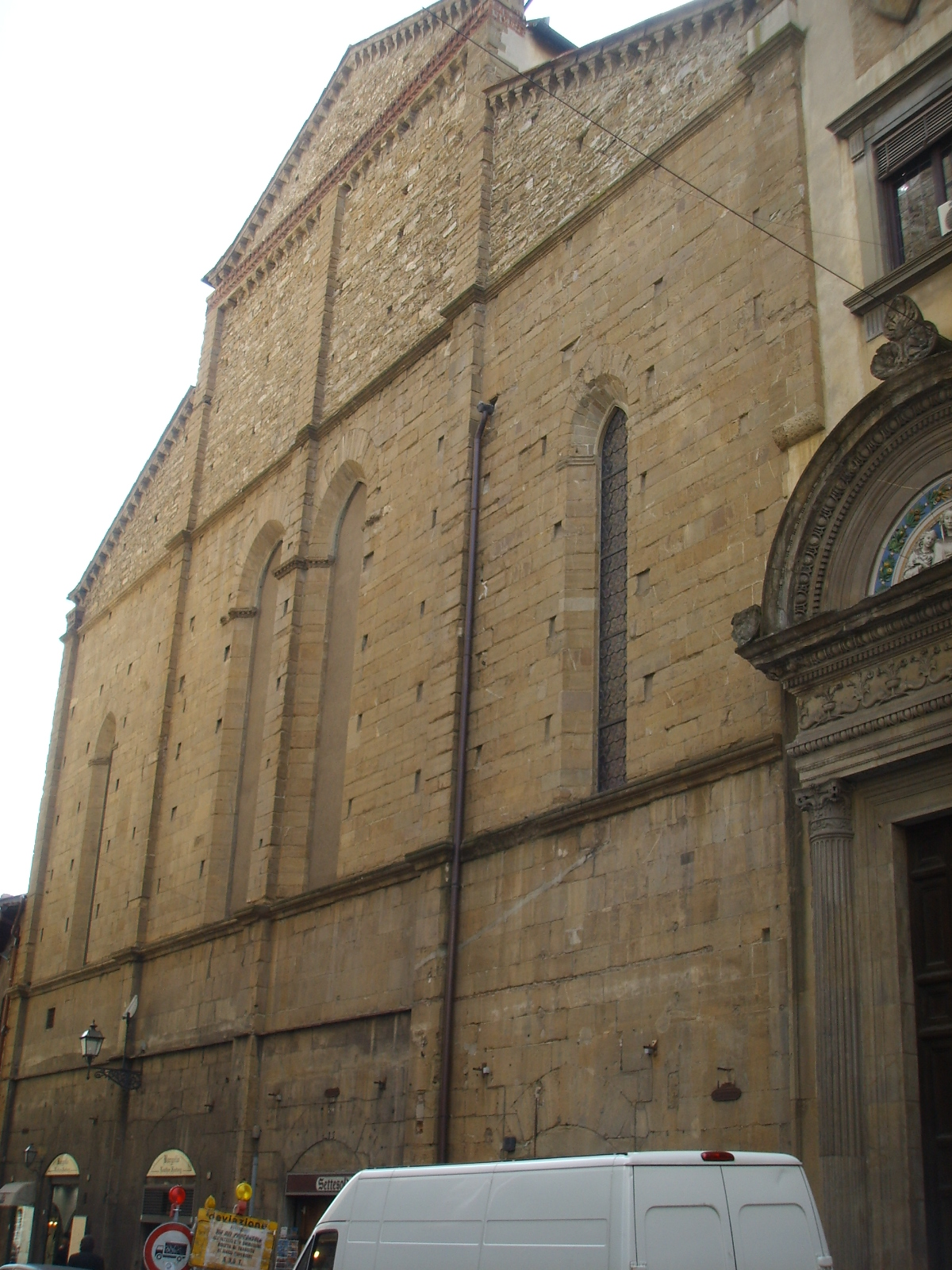
La vecchia abside ancora visibile su via del Proconsolo

L'abbazia di Santa Maria a Firenze, meglio conosciuta come Badia Fiorentina, è un importante luogo di culto cattolico del centro storico di Firenze, situato in via del Proconsolo all'altezza dell'incrocio con via Ghibellina e intitolato alla Vergine Maria.
"Badia" è una contrazione popolare della parola abbazia. A Firenze e dintorni sono esistite cinque abbazie benedettine, situate come ai punti cardinali della città: a nord la Badia Fiesolana, a ovest la Badia a Settimo, a sud l'abbazia di San Miniato, a est la Badia a Ripoli e al centro la Badia fiorentina.

## Storia

### Alto medioevo
Antichissima esisteva in questo luogo la chiesa di Santo Stefano detta "del popolo", che è ricordata già nel 960, quando venne venduta da un privato a Willa di Toscana, madre del marchese Ugo II, per costruirvi attorno l'abbazia benedettina detta poi Badia Fiorentina. La primitiva chiesa si trova dove oggi sorge la cappella Pandolfini, a fianco della chiesa principale, ricostruita nel Rinascimento.
L'abbazia fu fondata invece nel 978. Ugo, divenuto marchese di Toscana, accrebbe con grande munificenza le donazioni della madre e il suo ricordo è stato perpetuato nei secoli, tanto che ogni 21 dicembre viene ancora celebrata una messa per il nobile benefattore, detto da Dante il Gran barone: sulla sua tomba, già in un sarcofago di porfido sotto l'altare maggiore, veniva posto un cuscino di fiori bianchi e rossi (i colori del suo stemma) e celebrata una messa solenne di suffragio con la partecipazione di popolo e autorità. Ciò è ricordato da una lapide dantesca all'esterno:
| CIASCVN CHE DELLA BELLA INSEGNA PORTA DEL GRAN BARONE, IL CVI NOME E IL CVI PREGIO LA FESTA DI TOMMASO RICONFORTA, DA ESSO EBBE MILIZIA E PRIVILEGIO · -DANTE- PAR · , XVI · 127-130- |

Grazie ad altre ingenti donazioni e anche ai privilegi concessi da papi e imperatori, l'abbazia acquistò o ereditò varie proprietà ad essa circostanti, ove poi aprirono le loro attività cartolai, miniatori, legatori, librai, che connotarono la zona con una produzione legata alla realizzazione di libri e pergamene.
Bonifacio di Canossa insediò come abate della badia il monaco eremita benedettino Maurilio, che lasciò l'incarico nel 1055 per essere eletto da Guglielmo I d'Inghilterra vescovo di Rouen.
Nel 1071 fu annesso un ospedale al monastero. Fra le attività dei monaci c'era anche la viticoltura, come suggeritoci anche dal nome della vicina via della Vigna Vecchia.

### Duecento: Arnolfo di Cambio

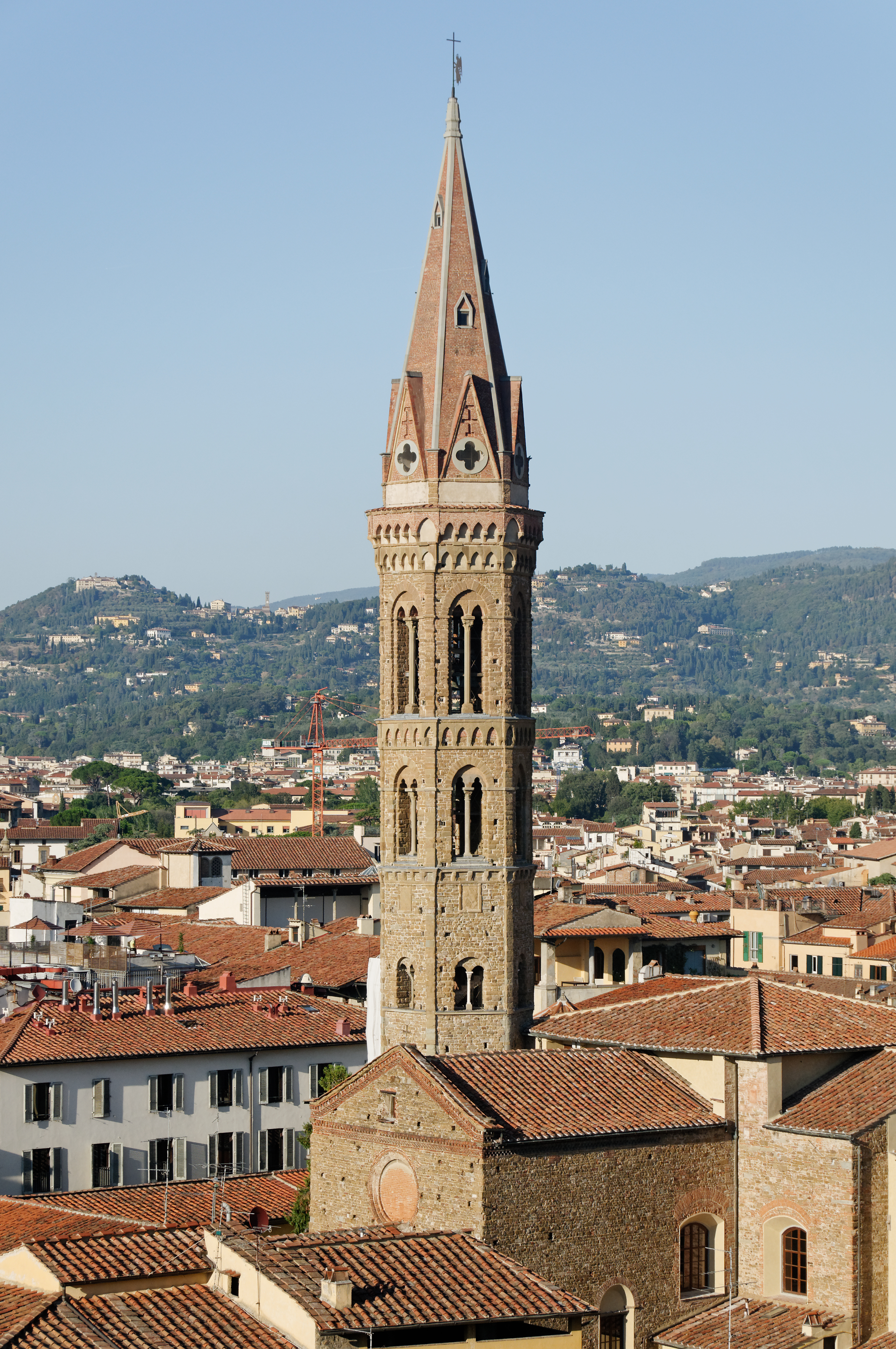
I resti della facciata di Arnolfo, nascosta da edifici, e la torre campanaria

Nel 1285 la chiesa subì un radicale rifacimento in stile gotico ad opera di Arnolfo di Cambio, che ne cambiò l'orientamento con l'abside verso via del Proconsolo. L'orientamento era quello più tradizionale, con le finestre del retro a oriente per ricevere la luce solare ogni mattina. Ancora sono chiaramente visibili su via del Proconsolo i profili delle finestre gotiche, ormai cieche, e la parete absidale esterna, sulla quale è stato appoggiato, con una stretta intercapedine, la struttura della chiesa odierna.
Anche una parte dell'antica facciata gotica, sopravvissuta solo per la parte superiore con timpano e rosone, è visibile dal cortile della Pretura in via de' Magazzini: si possono notare ancora gli inserimenti di materiale ceramico a decorazione. La chiesa aveva tre navate ed il suo aspetto era molto colorato: aveva un pavimento in materiale ceramico colorato, più antico di quello odierno del battistero, del quale è stata trovata qualche traccia durante alcuni scavi; era coperta da capriate anch'esse coperte di motivi ornamentali, le quali sopravvivono ancora oltre il soffitto a cassettoni odierno; inoltre si era iniziato a istoriare le sue pareti di affreschi.
La chiesa è legata anche a memorie dantesche. Qui, secondo la Vita Nuova, Dante Alighieri vide Beatrice Portinari per la prima volta, durante una messa. In seguito Boccaccio tenne nell'aula di Santo Stefano la prima delle celebri letture della Divina Commedia.

### Trecento
Il campanile della badia scandiva la terza e la nona, ore della giornata in cui si iniziva e si finiva il lavoro, come ricordato anche da Dante (Par., XV, 98). 
Nel 1307 fu però abbattuto sotto la metà per punire i monaci riluttanti a pagare una tassa cittadina, che si erano barricati facendo suonare le campane per richiamare il popolo, come ricorda Giovanni Villani. Sulla base quadrangolare rimasta venne costruito per iniziativa del cardinale Orsini, tra il 1310 e il 1330, un nuovo campanile a base esagonale, diventato poi un punto celebre del profilo cittadino che si staglia fra le torri di Palazzo Vecchio e del Bargello (ultimo restauro terminato nel 2001). Alto circa 70 metri, ha sulla sommità una banderuola antica con un angelo, che venne raffigurata in antiche rappresentazioni come il Codice Rustici o la lunetta di Dante con la Divina Commedia e che per il suo mutevole girare aveva dato origine al modo di dire "essere volubile come l'Angelo della Badia". 
Risalgono per lo più al Trecento anche gli affreschi che istoriavano le pareti. Sotto l'intonaco bianco seicentesco sono state ritrovate ampie porzioni di pittura, soprattutto parti di una rappresentazione della Tebaide nella controfacciata odierna e nella cosiddetta "cappella di San Bernardo", che un tempo era alla testata della navata sinistra, e nell'intercapedine tra l'antica parete presbiteriale su via del Proconsolo e le mura della ristrutturazione seicentesca. Come esecutori delle decorazioni della cappella sono stati fatti i nomi di Nardo di Cione e Maso di Banco, mentre gli affreschi dell'intercapedine sono riferiti a Giotto e alla sua bottega (i frammenti sono oggi divisi tra la cappella Pandolfini e la Galleria dell'Accademia, come la Testa di pastore), autore anche del polittico dell'altare maggiore che oggi si trova agli Uffizi.

### Rinascimento

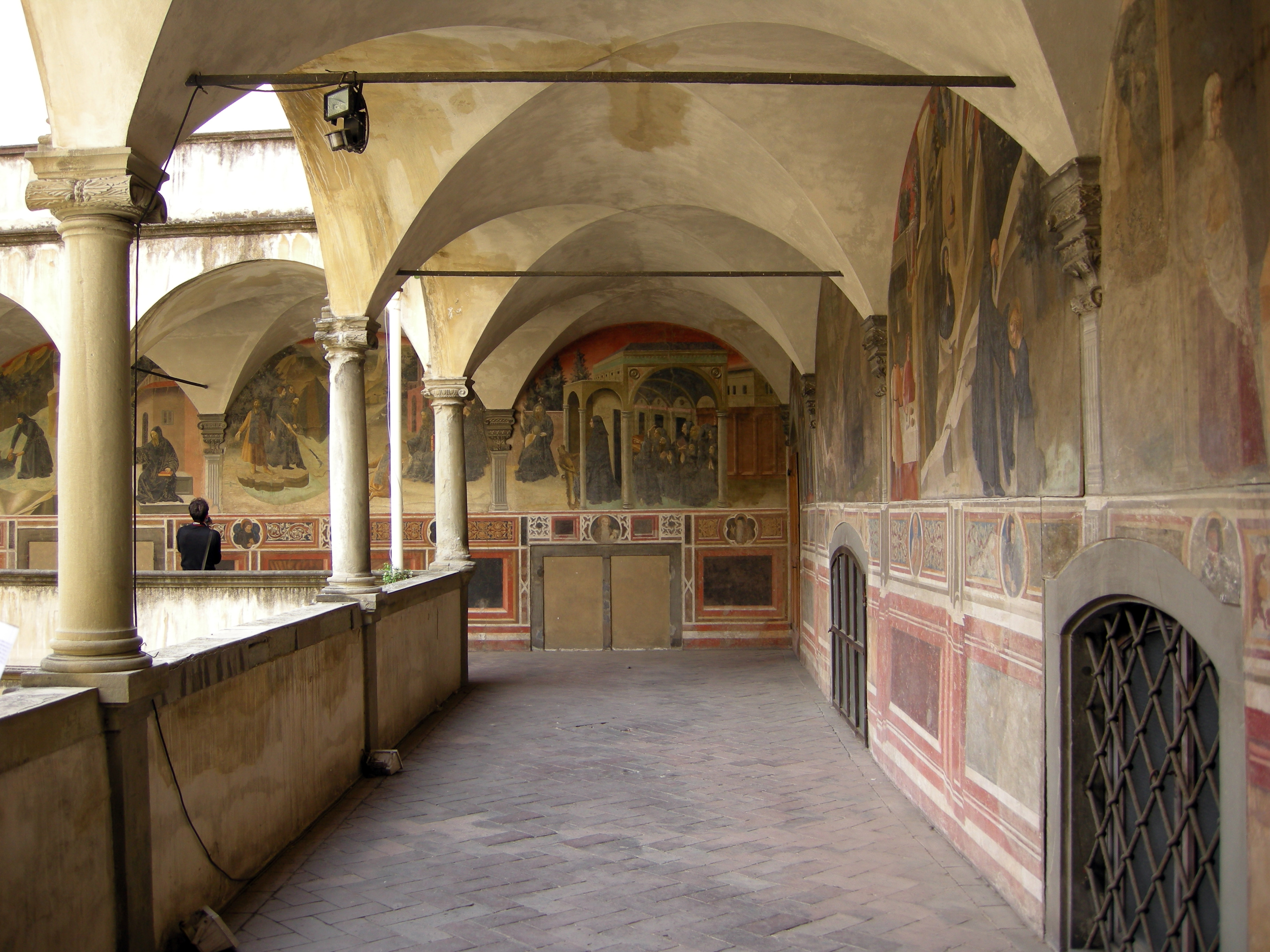
Il chiostro degli Aranci

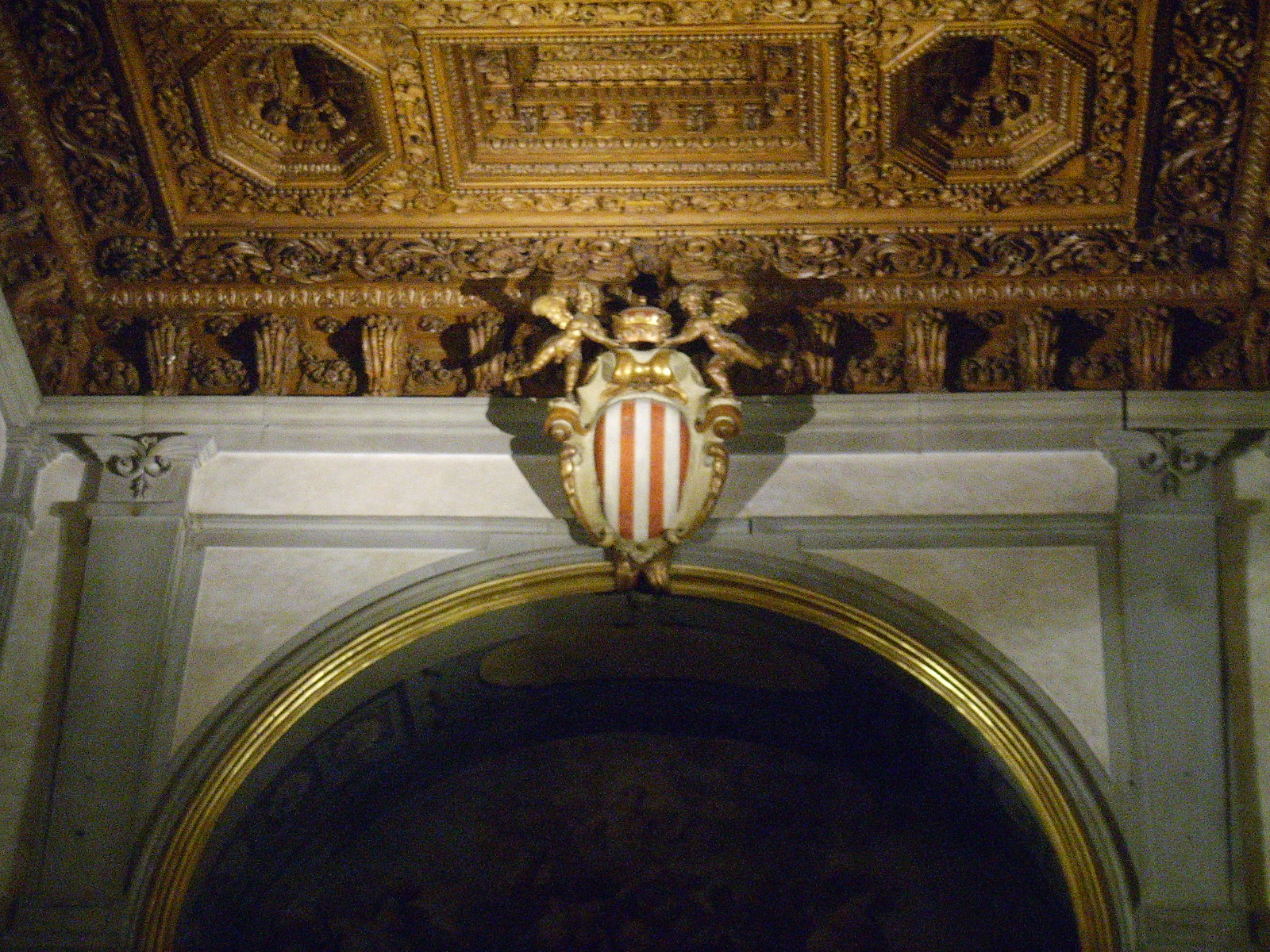
Lo stemma di Ugo II di Toscana

Nei secoli successivi, l'abbazia benedettina vide alternarsi periodi di decadenza a periodi di rinnovato splendore. Nel Quattrocento fu un centro di cultura umanistica sostenuto dall'abate portoghese Dom Gomes Eanes (OSB) ("il beato Gomezio"); a quel periodo risale la costruzione e la decorazione del chiostro degli Aranci, opera di Bernardo Rossellino per l'architettura e del portoghese Giovanni Consalvo (João Gonçalves) per la maggior parte degli affreschi (1432-1438). Numerose opere d'arte in stile rinascimentale la abbellivano: oltre alle sculture di Mino da Fiesole e di Bernardo Rossellino, l'Arte dei Giudici e Notai che aveva la sua sede proprio nel vicino palazzo in via del Proconsolo ed usava talvolta la chiesa per riunioni e funzioni pubbliche, aveva commissionato al grande Masaccio, la realizzazione su un pilastro della badia di un Sant'Ivo affrescato, in quanto protettore dell'arte.
Pare che Cosimo il Vecchio si fosse offerto di finanziare la ristrutturazione della chiesa, ma il rifiuto dei padri benedettini di apporre il suo stemma lo fece ripiegare sulla chiesa di San Marco. Alla badia campeggia da secoli solo lo stemma del marchese Ugo II di Toscana, visibile sia sul portale di via Ghibellina, sia al di sopra dell'altare maggiore.
Sempre al Quattrocento risale il preziosissimo parato di seta rossa ed oro con il classico motivo a "S", che nelle occasioni più importanti poteva coprire l'intera superficie interna della chiesa, cambiandone radicalmente l'aspetto. Quest'enorme quantità di tessuto prezioso ci è provvidenzialmente pervenuta e fu sorprendente quando questo apparato, il più antico del genere a Firenze e tra i più notevoli per antichità e preziosità in Europa, venne casualmente scoperto e riconosciuto nel suo valore durante un sopralluogo casuale negli anni 1980. Il tessuto, che ricopriva anche il soffitto, le pale d'altare, eccetera, è ovviamente tagliato sulle dimensioni della chiesa di Arnolfo, e per la sua inutilizzabilità venne relegato in un deposito.
Ai primi del Cinquecento Giovan Battista Pandolfini fece ristrutturare a Benedetto da Rovezzano la parte del monastero all'angolo fra via del Proconsolo e via Dante Alighieri: vennero così ristrutturati la cappella Pandolfini, già chiesa di Santo Stefano, e gli ingressi monumentali sia su via Alighieri che via del Proconsolo, raccordati internamente da un vestibolo con loggiato che porta all'ingresso vero e proprio della chiesa.

### Ristrutturazione seicentesca e vicende successive
Il senese Serafino Casolani, divenuto abate nel 1624, volle trasformare completamente la chiesa arnolfiana, probabilmente suggerendo lui stesso il progetto di ristrutturazione all'architetto Matteo Segaloni che dette inizio ai lavori; fra il 1627 e il 1631 mutarono di nuovo l'orientamento dell'altare, ora posto a sud in direzione dell'Arno, realizzando un tempio a croce greca. A quei lavori risale anche lo straordinario soffitto ligneo a cassettoni, che è retto dalle capriate medievali soprastanti.
Soppresso nel 1810 il monastero venne frazionato e manomesso per essere occupato da abitazioni, negozi, magazzini, uffici. Nel 1870 il portale su via del Proconsolo venne riconfigurato, sostituendo gli elementi troppo erosi e mettendo alcuni gradini al posto di una scalinata a due rampe con balaustra (pure dell'epoca di Benedetto da Rovezzano), su cui si trovava uno stemma dell'aquila imperiale, chiamata popolarmente l'"Oca di Badia". La scalinata intralciava il traffico della strada, divenuto ormai considerevole, soprattutto in occasione del Carnevale, quando una parata di maschere e carrozze andava da piazza Santa Croce a piazza Santa Trinita passando anche da qui. In quell'occasione venne anche aggiunta la lunetta in terracotta policroma invetriata attribuita a Benedetto Buglioni. 
Nel 1998 parte del complesso ha ripreso la funzione di monastero con l'arrivo della comunità religiosa delle Fraternità monastiche di Gerusalemme.

## Descrizione
Lungo via del Proconsolo resta il paramento arnolfiano del presbiterio, con quattro grandi monofore che non corrispondono più alle finestre attuali interne. La facciata originale si può intravedere dal cortile degli uffici ex-tribunale in via dei Magazzini, con forma a capanna e un oculo tamponato. 
Portali del tempo di Benedetto da Rovezzano si trovano su via Alighieri e su via del Proconsolo, e danno accesso a un vestibolo con loggiato sul cortile del campanile (o del cimitero), da cui si può accedere sia alla cappella Pandolfini che alla chiesa vera e propria. Il secondo di questi portali, all'altezza di vai Ghibellina, venne ricostruito nel 1870 sulla base di quello cinquecentesco, ma con l'aggiunta di una lunetta in terracotta policroma attribuita a Benedetto Buglioni. Più in altro su questo lato si trova un grande e antico stemma di Ugo II di Toscana (a tre pali), coronato da una mitria in metallo, simboleggiante l'abate.

### Interno

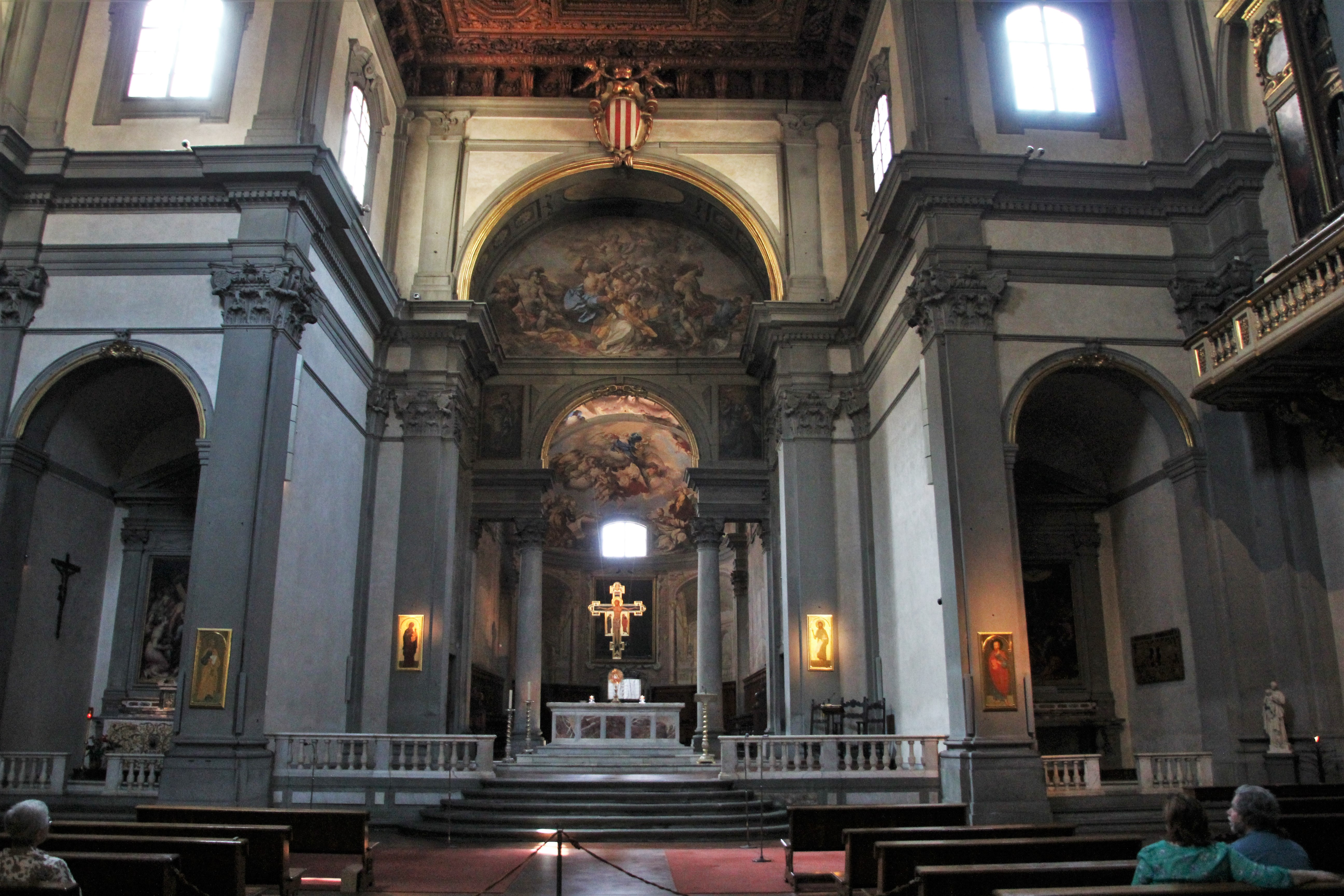
Interno

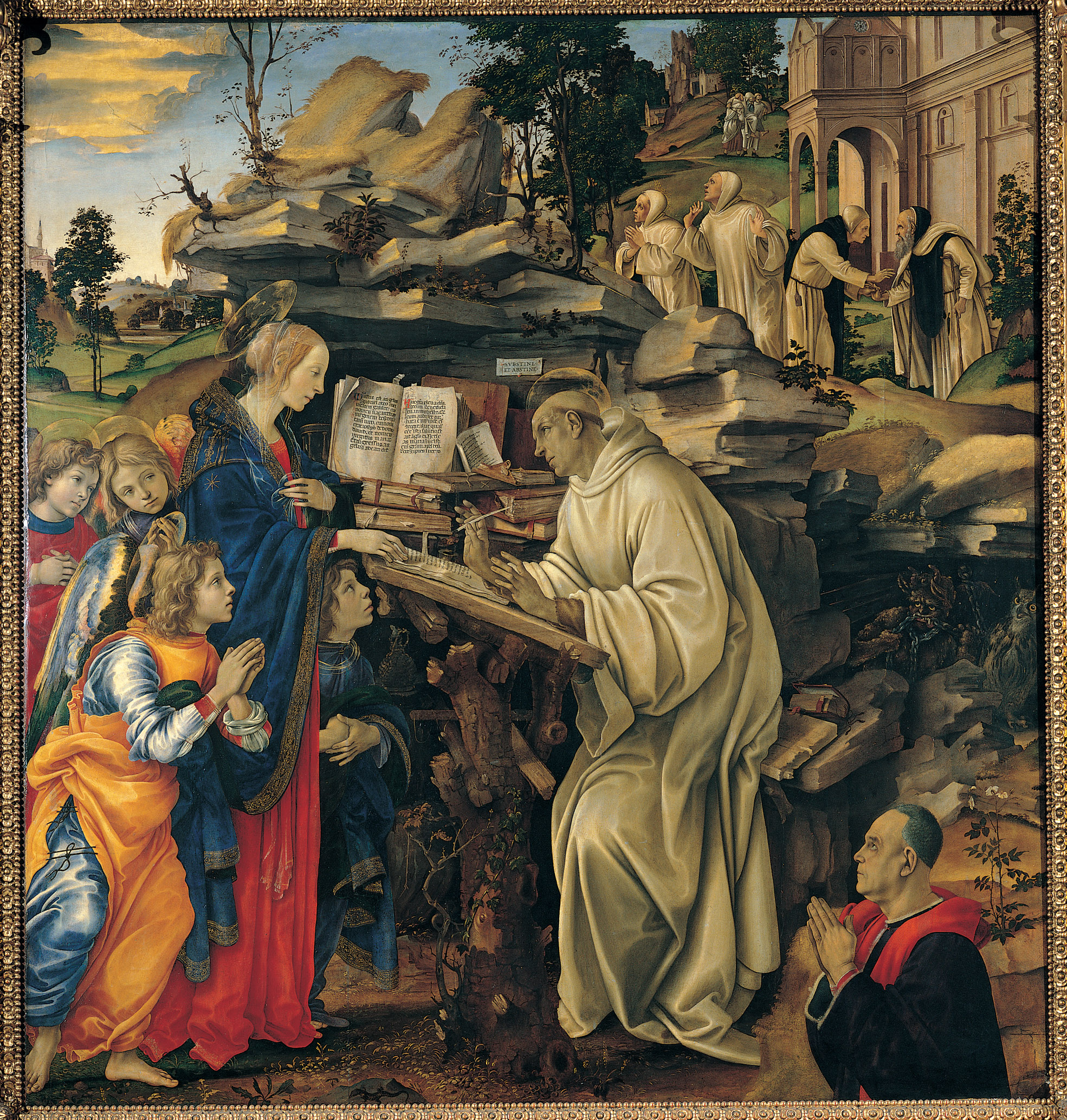
Filippino Lippi, Apparizione della Vergine a san Bernardo

L'interno della chiesa, ulteriormente trasformata anche nel Settecento, presenta una sovrapposizione di stili e strutture. L'aula è dominata da un sontuoso soffitto ligneo intagliato, realizzato da Felice Gamberai entro il 1631, che nasconde le capriate gotiche. Il presbiterio, con un coro cinquecentesco di Francesco e Marco Del Tasso, presenta notevoli affreschi di Gian Domenico Ferretti (1734) e del quadraturista Pietro Anderlini.
Subito a sinistra dopo l'ingresso, spicca la grande pala di Filippino Lippi Apparizione della Vergine a san Bernardo, di altissima qualità pittorica (1482-1486). Commissionato da Piero di Francesco del Pugliese, il dipinto fu trasferito dalla chiesa di Santa Maria del Santo Sepolcro, nel monastero delle Campora, alla Badia nel 1530 per salvarlo dai danni dell'assedio di Firenze. Un particolare curioso è la raffigurazione di un demonio coperto di pelliccia e con minacciose zanne nascosto nella roccia sotto al santo, il quale è raffigurato in estasi per la visione mariana.
Tracce di affreschi trecenteschi si trovano sia sulla controfacciata, sia nella cappella di San Bernardo, dove era presente un ciclo con Storie di Cristo attribuito a Nardo di Cione.
La barocca Cappella di San Mauro, a destra, anticamente la seconda campata della navata, è completamente stata affrescata da Vincenzo Meucci (1717), mentre sull'altare è presente una tela di Onorio Marinari con San Mauro risana gli storpi. Sopra la cappella si trova un grande organo in legno intagliato e dorato risalente al 1717.
Le due cappelle a fianco dell'altare ospitano le tele della Pentecoste di Mirabello Cavalori (a destra) e della Salita al Calvario di Giovan Battista Naldini (1570 circa, a sinistra).
Sulla parete sinistra, sopra il monumento a Ugo II di Toscana, nella cantoria è conservata la pregevole tela dell'Assunta e santi di Giorgio Vasari (1568).

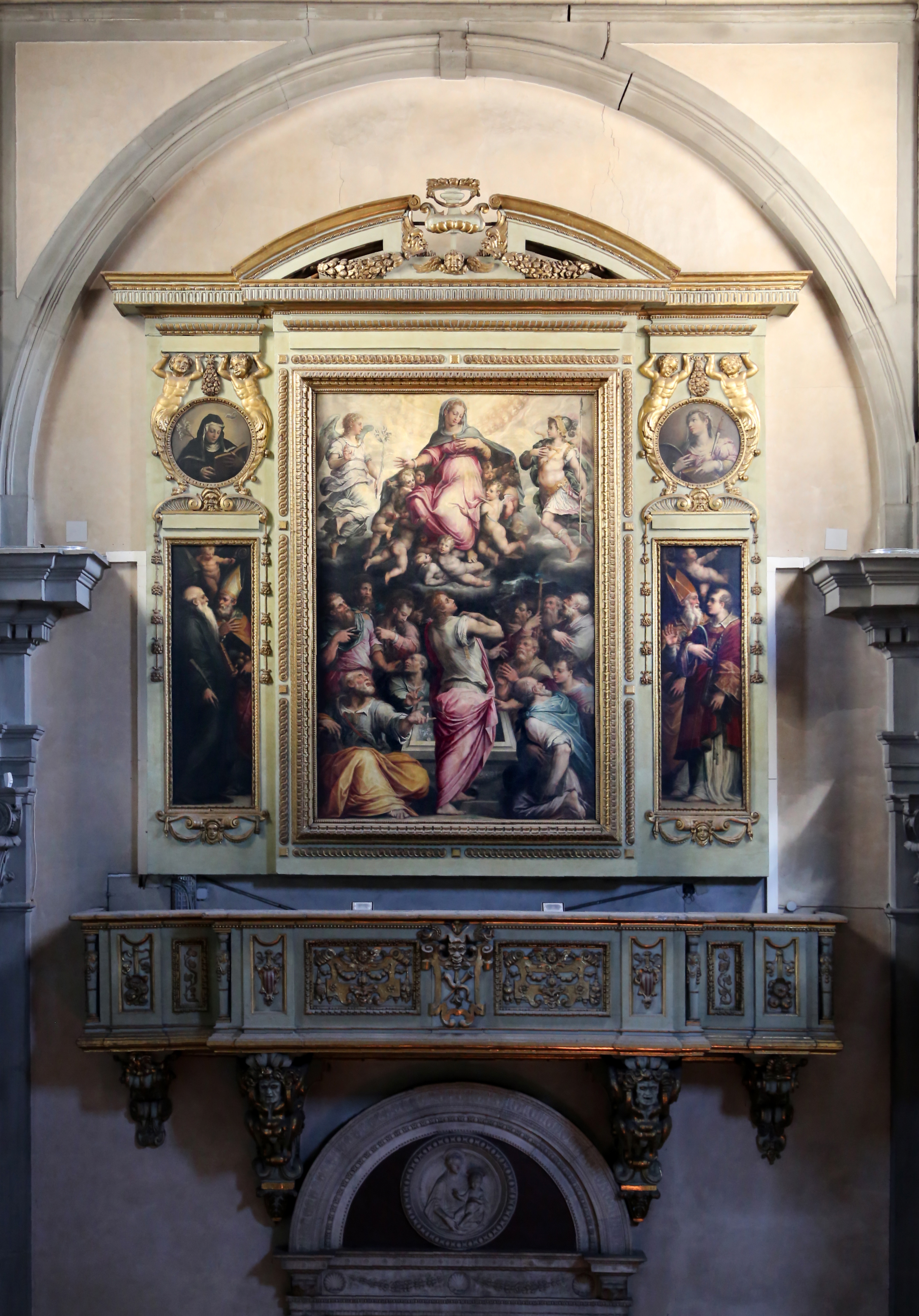
Giorgio Vasari, Assunta e santi
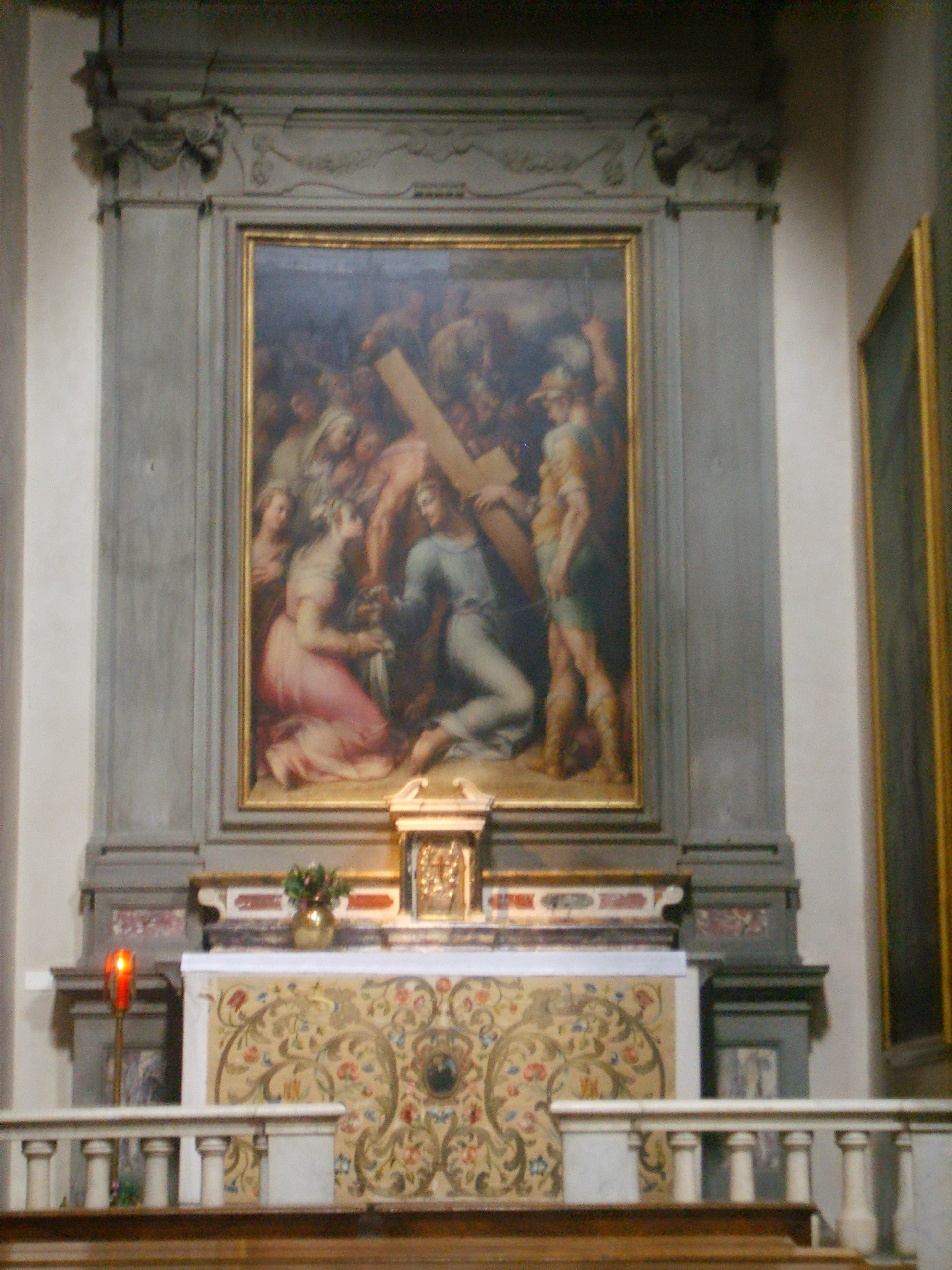
Giovan Battista Naldini, Salita al Calvario
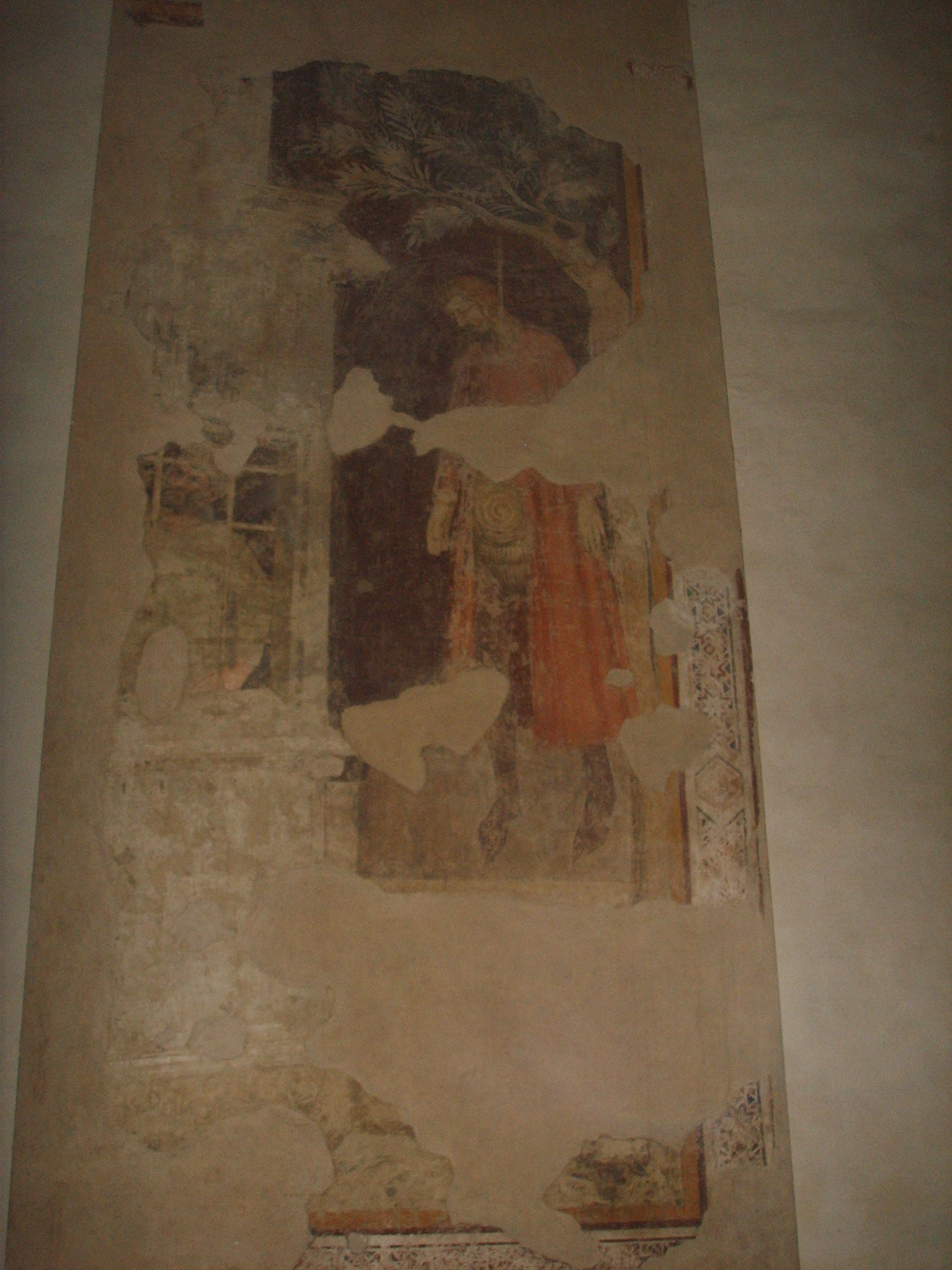
Nardo di Cione (attribuzione), Giuda impiccato

#### Corredo scultoreo

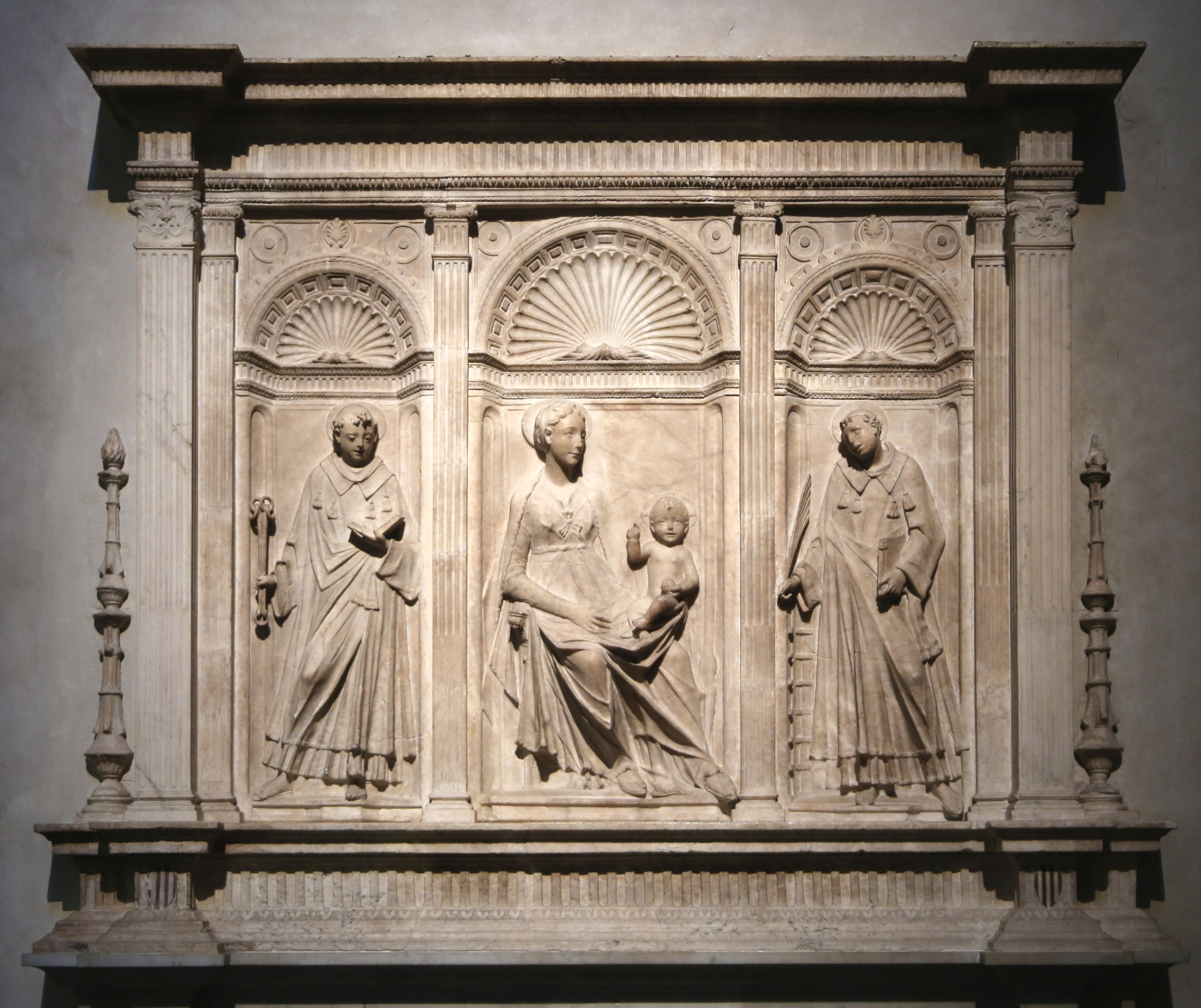
Dossale di Mino da Fiesole

Numerosi sono i monumenti sepolcrali, fra i quali i più importanti sono quelli quattrocenteschi: il sepolcro di Giannozzo Pandolfini (morto nel 1456) della bottega di Bernardo Rossellino, la tomba di Bernardo Giugni di Mino da Fiesole, un celebre avvocato e diplomatico morto nel 1456, posta vicino all'ingresso, e soprattutto, dello stesso Mino, la tomba del marchese Ugo II di Toscana (1466-1481), rifacimento della sepoltura del primo benefattore della Badia, morto nel 1001, in marmo e porfido, sormontata dalla personificazione della Carità e posta sotto la cantoria del braccio sinistro.
Di Mino da Fiesole è anche il dossale Neroni con la Madonna con Bambino fra i santi Leonardo e Lorenzo.

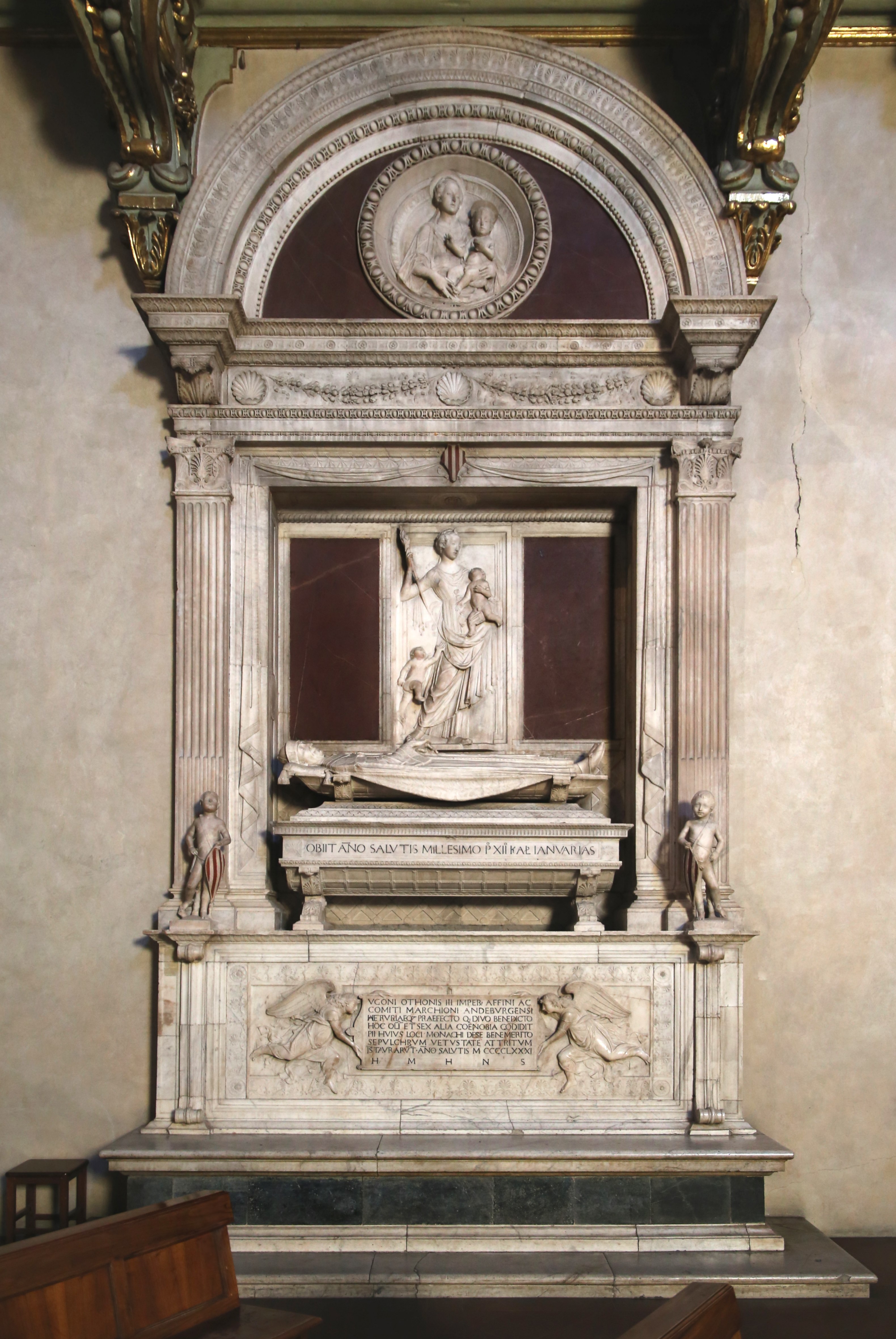
Mino da Fiesole, Monumento a Ugo II di Toscana
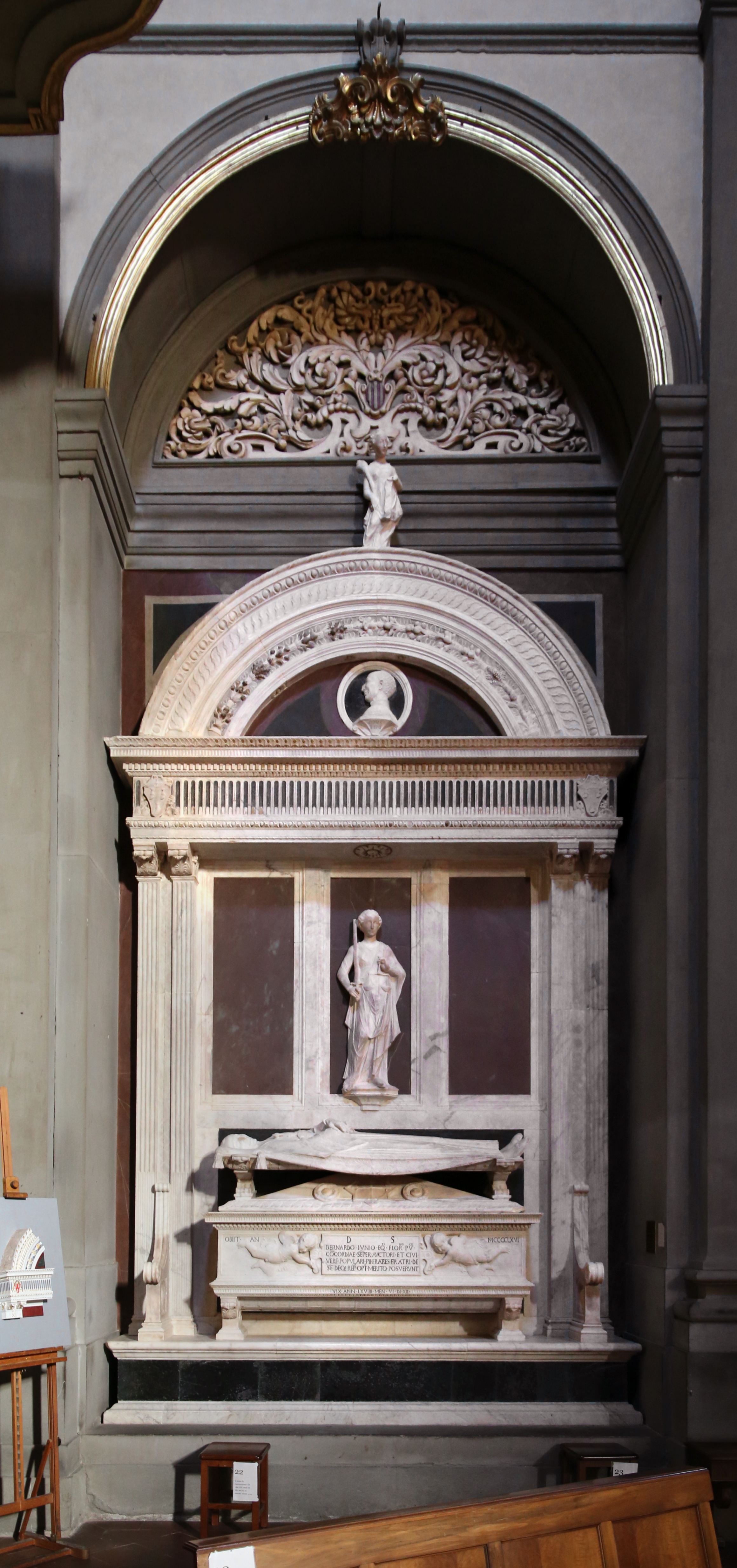
Mino da Fiesole, Monumento di Bernardo Giugni
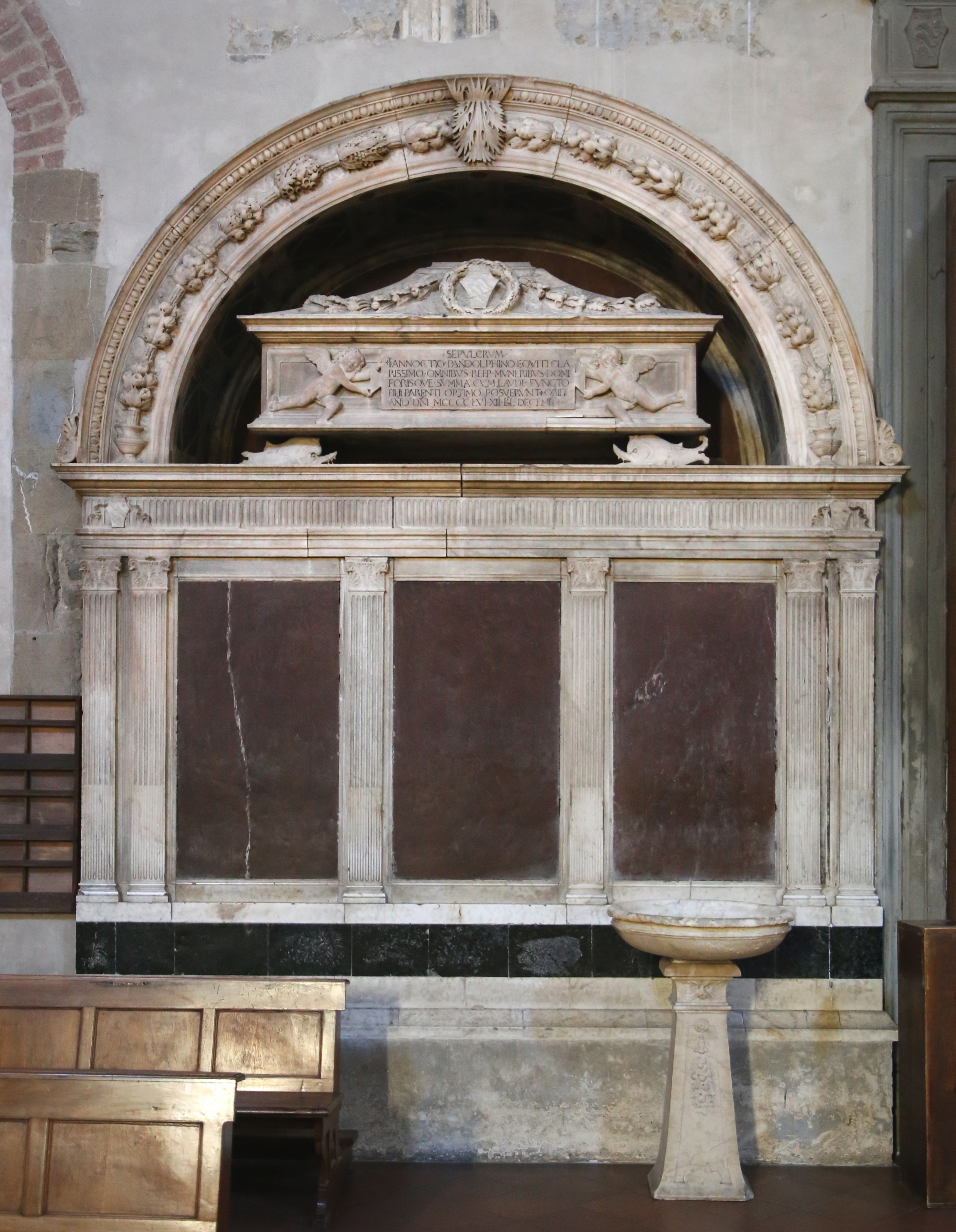
Bottega di Bernardo Rossellino, monumento a Giannozzo Pandolfini

#### Organo a canne
Sulla cantoria del braccio destro del transetto, si trova l'organo a canne, costruito nel 1558 da Onofrio Zeffirini e restaurato tra il 1979 e il 1981 da Pier Paolo Donati.
Lo strumento è a trasmissione meccanica ed è racchiuso all'interno di una cassa lignea riccamente decorata. La consolle è a finestra ed ha un'unica tastiera e pedaliera a leggio di 20 note, e dispone di 6 registri.

### Il chiostro degli aranci

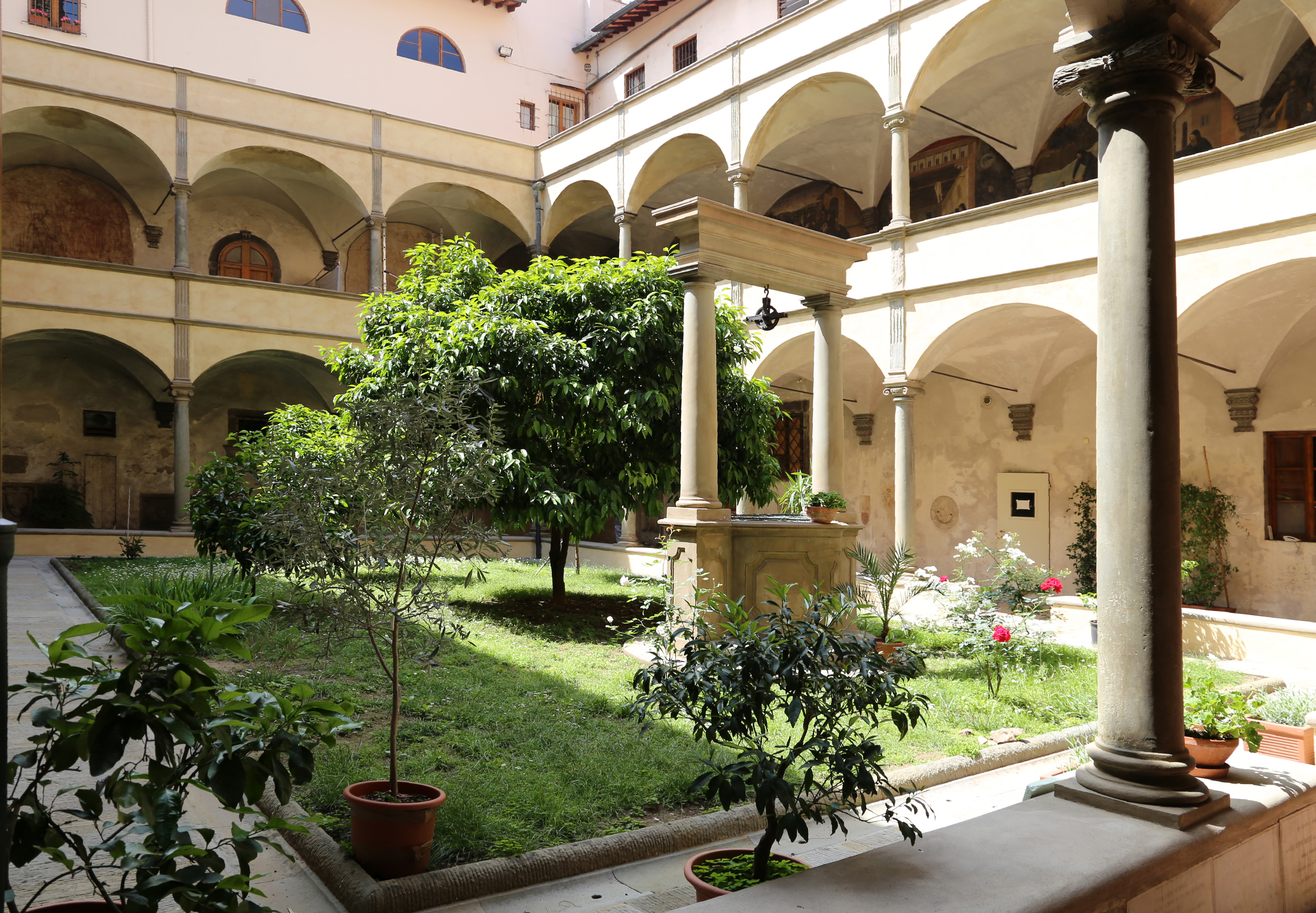
Il chiostro

Nonostante le trasformazioni subite nei secoli, la Badia ha mantenuto integro all'interno del complesso il suggestivo Chiostro degli Aranci realizzato tra il 1432 e il 1438 da Bernardo Rossellino. Al piano superiore del chiostro è presente un ciclo di affreschi sulla vita di San Benedetto dipinto dal 1436 al 1439 da un autore a lungo tempo considerato ignoto, ma che recentemente è stato finalmente identificato come il portoghese Giovanni Consalvo (Joâo Gonsalves). Lo stile delle scene attinge dal meglio delle novità contemporanee, quali Beato Angelico e Filippo Lippi, mentre l'iconografia ha numerosi esempi coevi: uno dei più a portata di mano fu la sagrestia di San Miniato al Monte.
Una lunetta fu aggiunta in seguito dal giovane Agnolo Bronzino, mentre due lunette (angolo sud-est) hanno uno stile più tardo-gotico e forse appartengono a un periodo antecedente. Gli affreschi furono staccati nel Novecento ed oggi sono visibili in loco anche le sinopie delle opere.

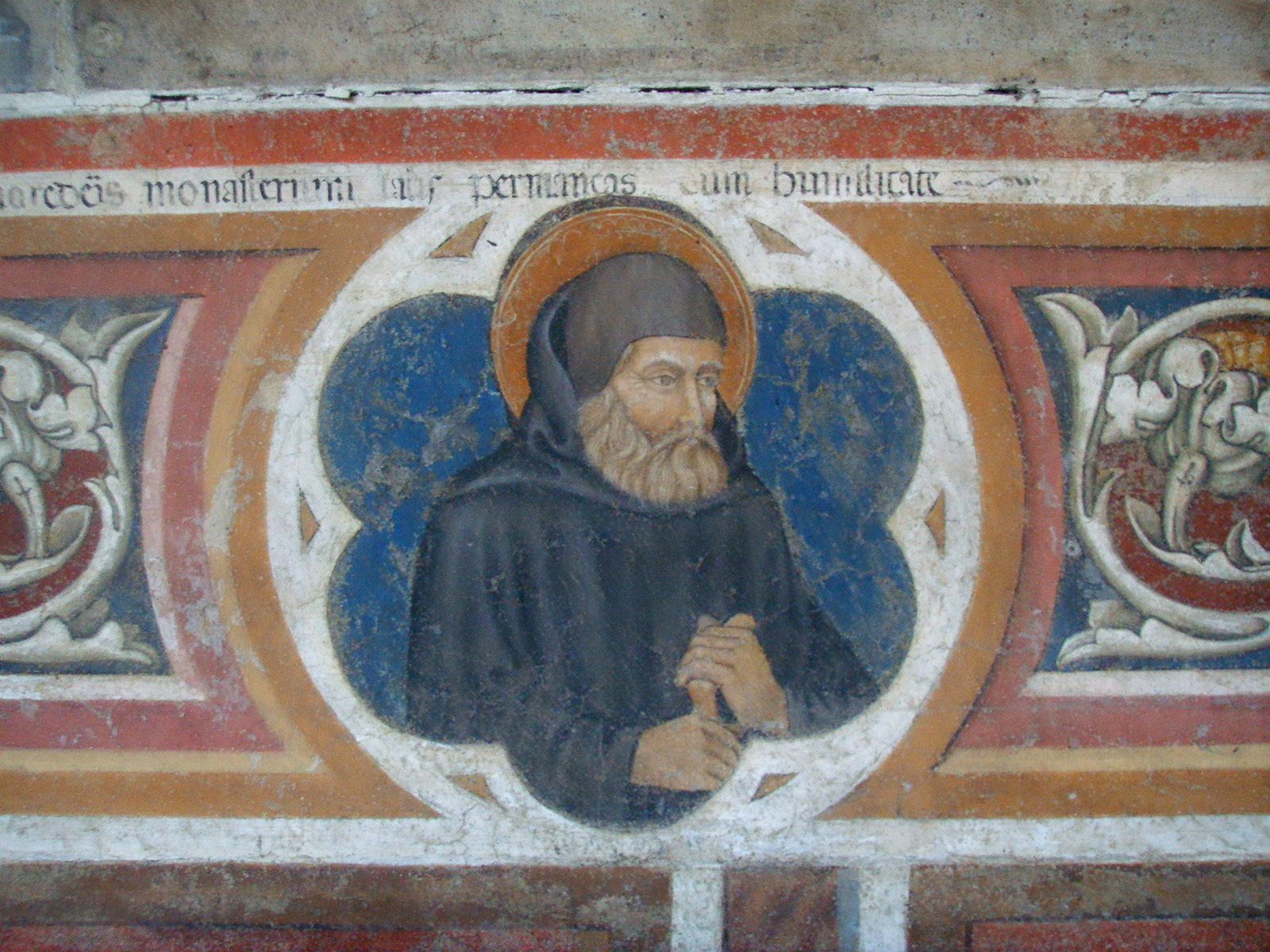
Tondo con un monaco benedettino
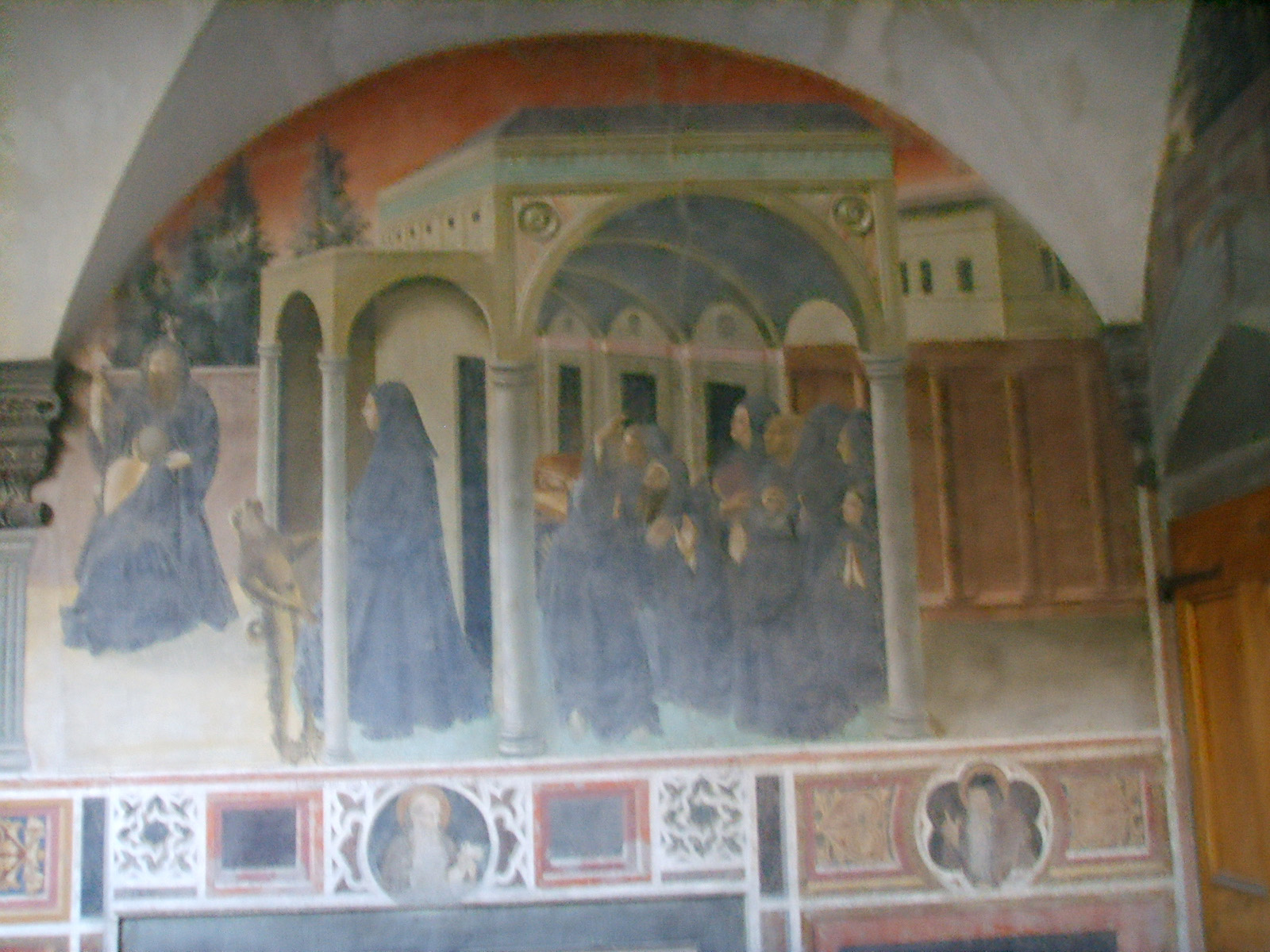
Storie di San Benedetto
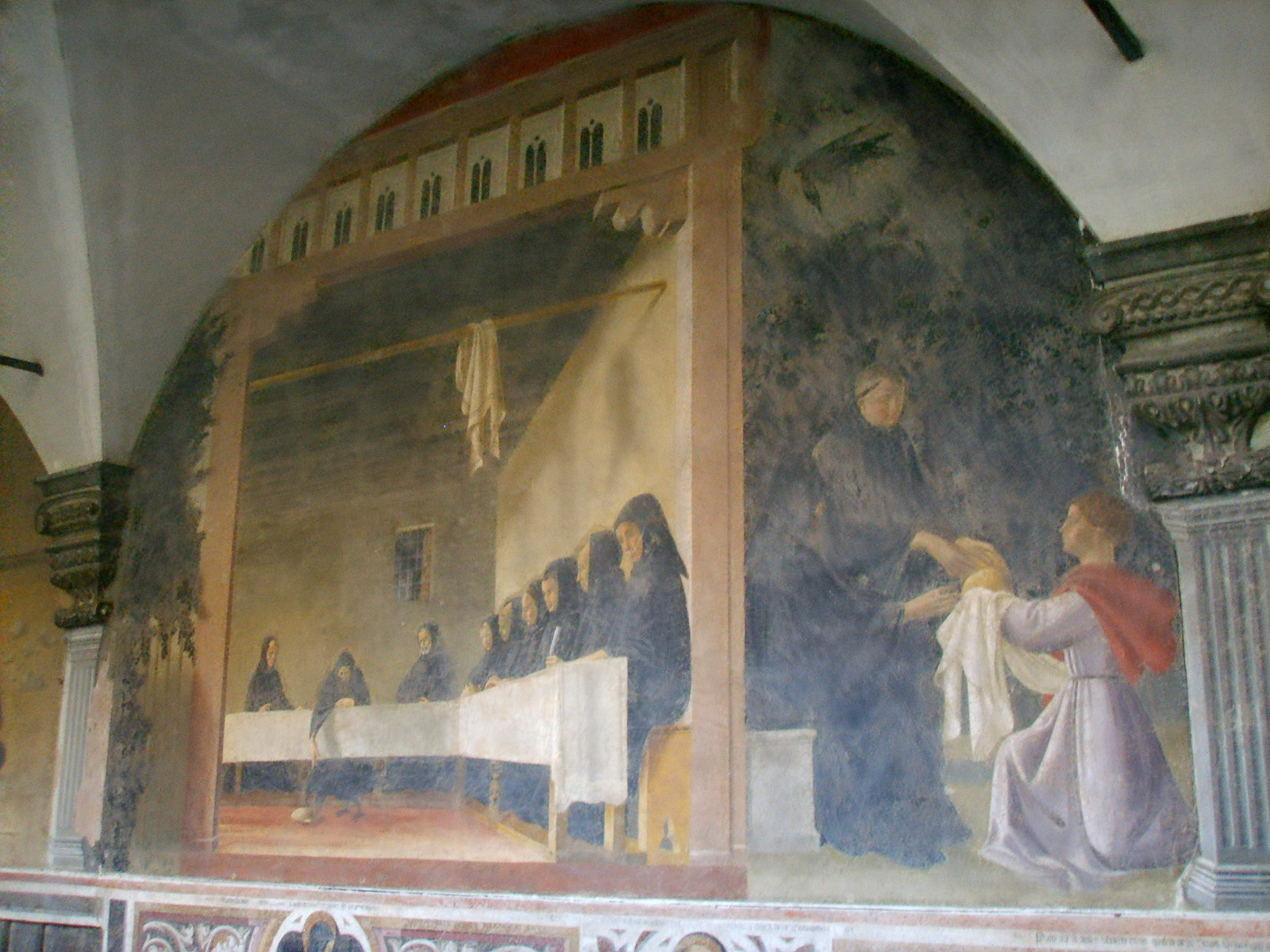
Storie di San Benedetto

## Confraternite
Nella badia e nei suoi annessi si riunirono nel tempo molte Compagnie o confraternite. Tra le più importanti ci furono:
- Compagnia di Sant'Omobono dei Sarti
- Congregazione dei Buonomini di San Martino

## Opere già nella Badia

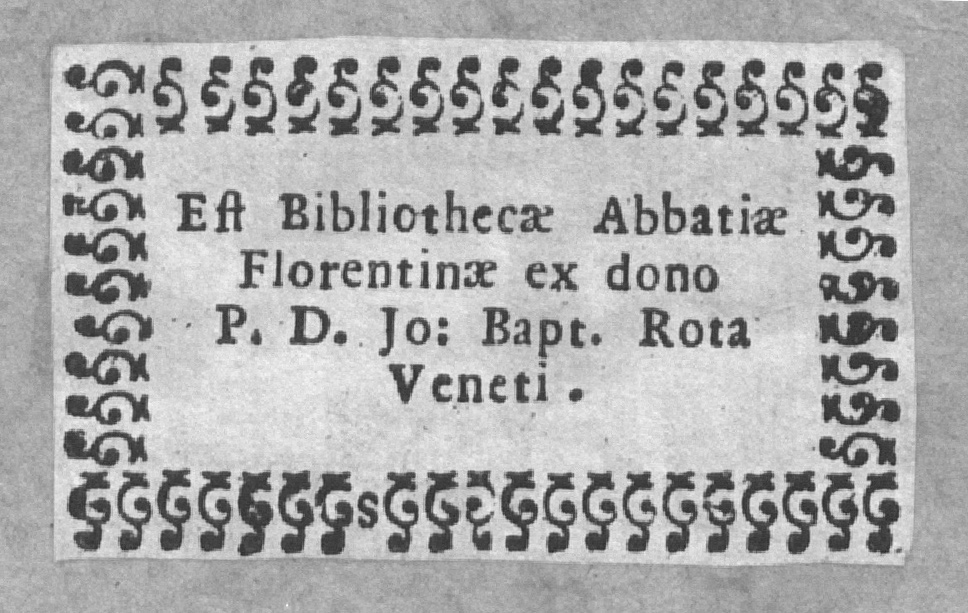
Ex libris della biblioteca della Badia Fiorentina

- Giotto, Polittico di Badia, oggi negli Uffizi
- Giotto, Testa di pastore, oggi nella Galleria dell'Accademia
- Andrea Orcagna, Pentecoste, oggi nella Galleria dell'Accademia
- Masaccio, Sant'Ivo, oggi perduto
- Fra Bartolomeo, Apparizione della Vergine a san Bernardo, oggi agli Uffizi